# Dublin, Kalifornien
Dublin är en stad (city) i Alameda County, i delstaten Kalifornien, USA. Enligt United States Census Bureau har staden en folkmängd på 46 572 invånare (2011) och en landarea på 38,6 km².
I de centrala delarna av staden ligger det federala kvinnofängelset Federal Correctional Institution, Dublin.